# Утачан
Утача́н — река в Оймяконском улусе Якутии, левый приток Эльги (бассейн Индигирки). Длина реки — 150 км. Площадь водосборного бассейна — 2090 км².
Река стекает с хребта Боронг (локального хребта в системе хребта Черского), на высоте более 1457 м над уровнем моря. Течёт преимущественно на юг и юго-запад по Эльгинскому плоскогорью. В низовьях, к востоку от озера Аяма, начинает активно меандрировать, встречаются пойменные озёра и старицы. Впадает в Эльги слева, на отметке менее 788 м над уровнем моря, в 218 км от её устья. Ширина перед устьем — 50 м при глубине 1,5 м; скорость течения в низовьях составляет 1,1 м/с. Населённые пункты на реке отсутствуют.

## Основные притоки
Указаны поименованные притоки длиной 30 км и более.
| Название | Расстояние от устья | Длина | Положение |
| -------- | ------------------- | ----- | --------- |
| Бургачан | 52                  | 36    | левый     |
| Етаскан  | 55                  | 32    | правый    |
| Муннычан | 91                  | 39    | левый     |

## Данные водного реестра
По данным государственного водного реестра России и геоинформационной системы водохозяйственного районирования территории РФ, подготовленной Федеральным агентством водных ресурсов:
- Бассейновый округ — Ленский
- Речной бассейн — Индигирка
- Речной подбассейн — нет
- Водохозяйственный участок — Индигирка от истока до впадения реки Нера
- Код водного объекта — 18050000112117700042088